# Капитановка (Кировоградская область)
Капита́новка (укр. Капітанівка) — посёлок в Новомиргородской городской общине Новоукраинского района Кировоградской области Украины.

## Географическое положение
Находится в 12 км севернее Новомиргорода.

## История
Являлась селом Юзефовской волости Чигиринского уезда Киевской губернии Российской империи. В 1846 году здесь был построен Капитановский сахарный завод.
В ходе Великой Отечественной войны с 1 августа 1941 до 26 января 1944 года село было оккупировано немецкими войсками. В период оккупации здесь находился концентрационный лагерь для советских военнопленных.
3 апреля 1962 года Капитановка получила статус посёлка городского типа.
В 1978 году численность населения составляла 3,6 тыс. человек, здесь действовали сахарный комбинат, производственное отделение Новомиргородской райсельхозтехники, хлебозавод, комбинат бытовых предприятий, ПТУ, две общеобразовательные школы, больница, Дом культуры, пять библиотек и два клуба.
В январе 1989 года численность населения составляла 3582 человека.
В июле 1995 года Кабинет министров Украины утвердил решение о приватизации находившегося в посёлке свеклосовхоза.
По состоянию на 1 января 2013 года численность населения составляла 2620 человек.
До 2020 года посёлок входил в Новомиргородский район

## Транспорт
- Железнодорожная станция[2]